# Barend Leonardus Hendriks

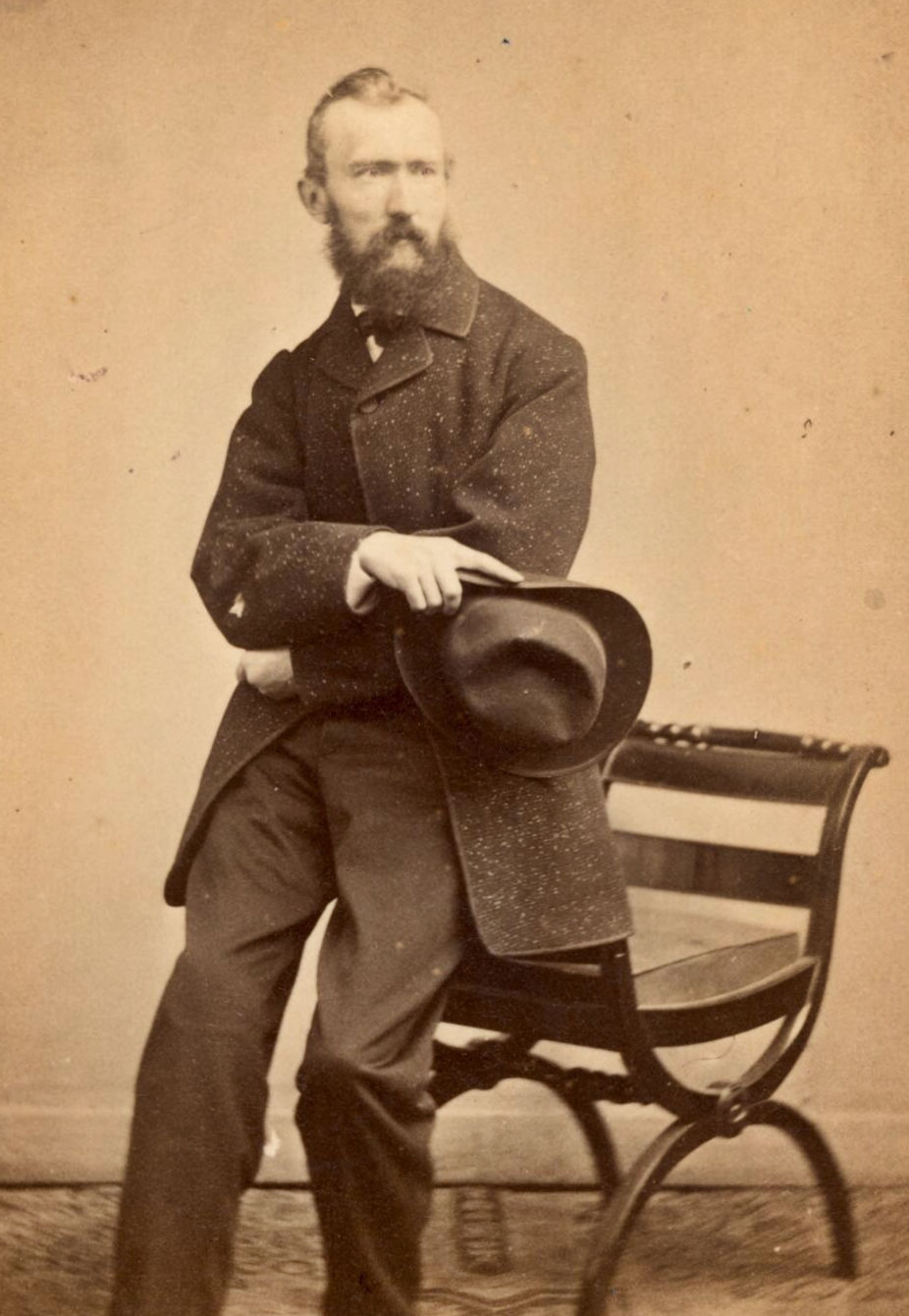
Barend Leonardus Hendriks

Barend Leonardus Hendriks (* 8. Dezember 1830 in Arnhem; † 6. April 1899 ebenda) war ein niederländischer Porträtmaler, Zeichner und Lithograf.
Hendriks war ursprünglich als Anstreicher ausgebildet, war Schüler des Vereins „Kunstpraktijk“ in Arnheim. Er ging nach Brüssel, um Holz- und Marmormalerei zu lernen,  von 1850 bis 1851 war er Student an der Académie royale des Beaux-Arts de Bruxelles, dann zwei Jahre Student an der Koninklijke Academie van Beeldende Kunsten in Den Haag unter der Leitung von Simon van den Berg, studierte auch an der Koninklijke Akademie van Beeldende Kunsten in Amsterdam.
1856 kehrte er dann zurück nach Arnhem.

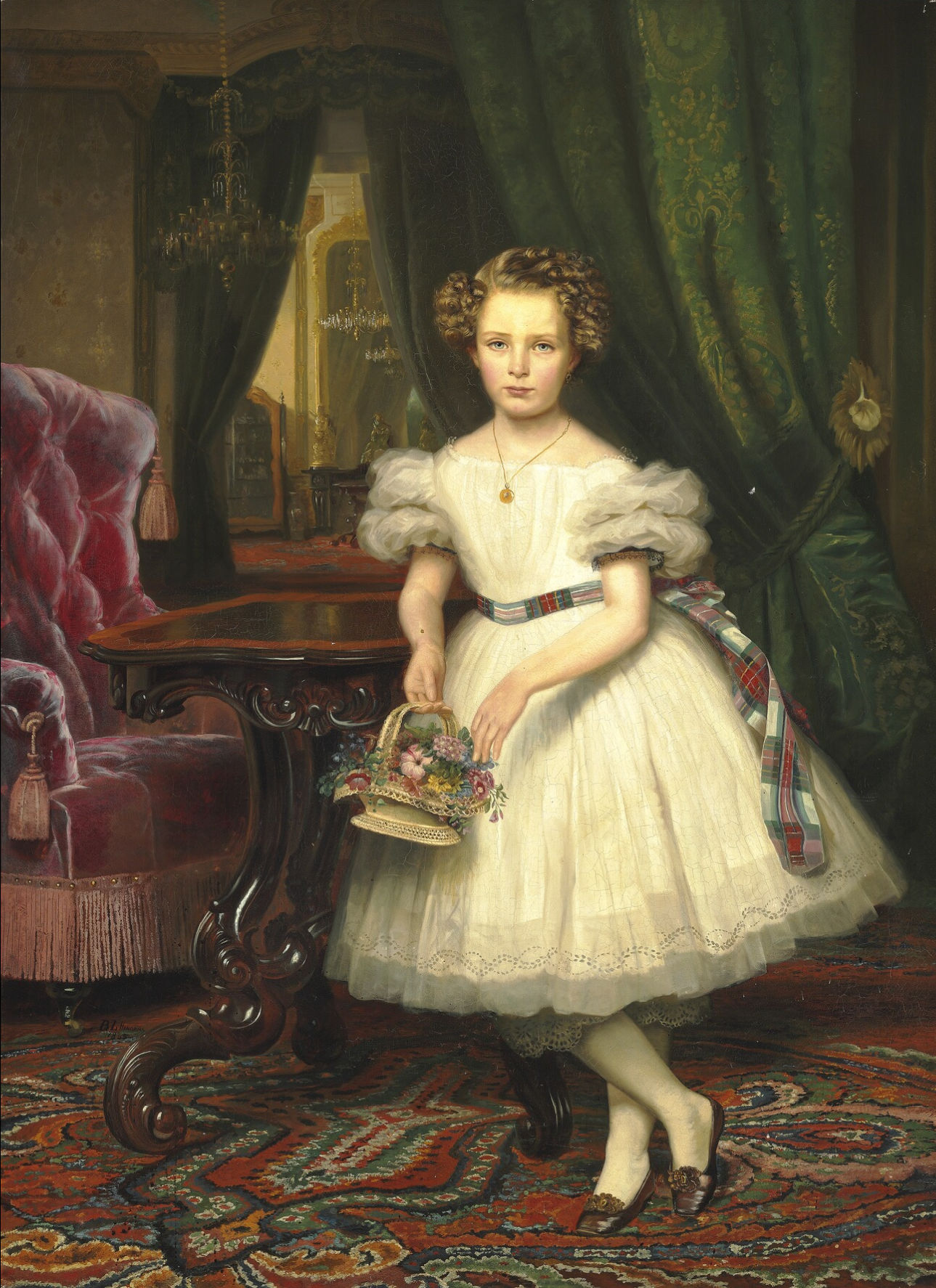
Mädchen im Biedermeier-Salon

Hendriks malte viele Porträts (über 300), Landschaften, gestaltete Interieurs mit Figuren, zeichnete und lithographierte. Wurde Lehrer bei der Gesellschaft „Kunstpraxis“ in Arnheim und unterrichtete Piet Meiners, seine Neffen Jurrien und Elisabeth Hendriks (Kinder seines Bruders, des Marinemalers Cornelis Hendriks) und vermutlich Anna Abrahams.
Von 1859 bis 1897 nahm er an Ausstellungen in Amsterdam, Den Haag und später auch Arnheim teil.